# Grotta della Bigonda
La grotta della Bigonda (o Vigondola) è una grotta naturale che si trova in Valsugana, nei pressi di Selva di Grigno, in provincia di Trento, sulla sponda destra del fiume Brenta.
La grotta è visitabile esclusivamente in compagnia di una guida, a cui è possibile rivolgersi tramite il Gruppo Grotte di Selva. Le visite sono consentite solo durante la stagione invernale, poiché meno soggetta a piogge, e limitate al primo chilometro del percorso, oltre il quale è necessario disporre di attrezzature specifiche.

## Storia della grotta
L'ingresso della grotta è stato scoperto il 28 marzo 1952, in occasione di alcune ricerche idriche guidate da Eraldo Marighetti, che prevedevano lo svuotamento del laghetto per dei lavori all'acquedotto.
I primi 2,9 chilometri vennero rilevati dalla Società alpinisti tridentini  (SAT) di Trento, coordinata da Antonio Galvagni e Gino Tomasi. Successivamente il Gruppo grotte Selva di Grigno ha effettuato la continuazione dell'esplorazione, riuscendo a misurarne oltre 30 km di sviluppo.
L'accesso alla grotta si trova nel comune di Ospedaletto, a 458 m s.l.m., raggiungibile dalla frazione di Selva di Grigno in 30 minuti.

## Descrizione della grotta
La grotta è disposta su 3 livelli (uniti con diverse diaclasi e pozzi), con un orientamento nord-sud. È situata nel territorio dell'altopiano dei Sette Comuni ed è la terza cavità naturale italiana per estensione.
La grotta, scavata anche nella dolomia, è ricca di stalattiti e stalagmiti. Ospita una ricca fauna ipogea (18 specie di animali diversi, fra le quali alcune assolutamente uniche nella tassonomia mondiale). Rilievi del 1999 hanno registrato un dislivello massimo compreso tra -108 e +350 metri (cioè di oltre 450 metri).
La situazione interna muta col variare delle condizioni stagionali, in particolare della piovosità; con la presenza di precipitazioni si formano laghi e sifoni, tanto da renderla molto ricca d'acqua (ad una temperatura di 3 °C).
Sono stati contati 25 laghetti, guadabili con l'ausilio di stivali alti, o di un canotto e 21 laghi a sifone che si possono superare soltanto utilizzando apposita attrezzatura subacquea. Nelle stagioni fortemente piovose la grotta si allaga totalmente e non è visitabile.
All'interno della grotta vi sono due voragini, una delle quali profonda 33 metri. Per raggiungere il punto più lontano dall'ingresso servono dalle 30 alle 50 ore di cammino senza sosta.